# Selatraðar kirkja
Selatraðar kirkja er en kirke på Færøerne fra 1927 i Selatrað på Eysturoy.
Den tilhører Færøernes folkekirke.
Kirken er en enkel bygning blev indviet den. 23 januar 1927. Kirken er opført i beton med gråt eternittag, med et tårn med pyramidespir i vestenden. Kirken har i modsætning til andre kirker på Færøerne, en kortilbygning. Indgangsdøren til kirken er som vanlig på kirkens nordside i den vestlige ende. Kirken var indtil få år siden malet i en gullig farve, men fremstår nu hvid. 

Kirkerummet står med et blåmalet  tøndehvælv af træ. Altertavlen, Jesus stiller stormen, er malet af Niels Kruse fra Eiði. Altersølvet er skænket af kongsbonden Andreas Weihe. Alt inventar samt kirkeklokken er fra kirkens opførelse. Klokken er støbt af B. Løw & søn. Kirkeskibet er sluppen, Lítla Emma, og blev hængt op i forbindelse med kirkens 65 årsdag i 1992.

## Kirkens historie
Dn 27. december arrangerede kongsbonden Andrias Weihe et møde i skolen og gav udtryk for sin idé om at få en kirke tilbage til bygden - da havde Selatrað stået uden kirke i 300 år. Steingrímur Winther lavede tegningen, støttet af en forening for bedre byggeskik. Emil Olsen og John Johannesen i Leirvík stod for støbningen, mens værkstedet for Sámal Ellefsen og Heina Joensen i Miðvágur stod for tømrer- og malerarbejdet.